# Черняк, Мария Александровна
Мари́я Алекса́ндровна Черня́к (род. 8 сентября 1966, Ленинград, СССР) — российский литературовед. Доктор филологических наук, профессор.

## Биография
В 1983 году окончила гимназию № 190 Ленинграда.
В 1987 году окончила ЛГПИ имени А. И. Герцена.
В 1994 году в РГПУ имени А. И. Герцена защитила диссертацию на соискание учёной степени кандидата филологических наук по теме «Романы Вс. Иванова „Кремль“ и „У“ в творческой эволюции писателя» (специальность 10.01.02 — литература народов Российской Федерации (русская литература).
В 2005 году в РГПУ имени А. И. Герцена защитила диссертацию на соискание учёной степени доктора филологических наук «Феномен массовой литературы XX века: проблемы генезиса и поэтики» (специальность 10.01.01 — русская литература). Научный консультант — доктор филологических наук, профессор С. И. Тимина. Официальные оппоненты — доктор филологических наук, профессор А. В. Блюм, доктор филологических наук О. В. Богданова и доктор филологических наук, профессор А. В. Чернов. Ведущая организация — Институт русской литературы РАН (Пушкинский дом).
Профессор кафедры русской литературы Российского государственного педагогического университета им. А. И. Герцена.
Сфера научных интересов: поэтика современной литературы, текстология, социология литературы, проблемы современного чтения, «игра с классикой» в современной литературе, современная критика, современная детская литература, массовая литература XX века. Автор книг и учебных пособий. Организатор конференций по современной литературе.
В разные годы читала в РГПУ курсы «История русской литературы XX века», «Современный литературный процесс», «Массовая литература XX века», «Текстология XX века», «Социология литературы», «Феномен новой драмы» и др.
Член оргкомитета научного проекта «Культ-товары: феномен массовой литературы современной России»
Модератор проекта «Герценовские литературные встречи».
Член президиума Ассоциации исследователей фантастики.

## Научные труды
- Феномен массовой литературы XX века. — СПб.: Изд-во РГПУ, 2005.
- Современная русская литература. — М.: Эксмо, 2007.
- Современная русская литература. — СПб.: Сага, 2008.
- Отечественная проза XXI века. Предварительные итоги первого десятилетия. — СПб.: Сага, 2009.
- Базовые понятия массовой литературы: Учебный словарь-справочник. СПб.: Изд-во РГПУ им. А. И. Герцена, 2009. — 167 с. (в соавторстве с В. Д. Черняк).
- Массовая литература XX век. — М.: Флинта, 2010.
- Русская литература XX века: учеб. пособие для студ. учреждений высш. проф. образования. в 3-х тт./ Под ред. С. И. Тиминой. — М.: Издательский центр «Академия», 2011. Т.1. Гл.12. Т.2. Гл.8,12,13.
- Современная русская литература (1990-е гг. — начало XXI в.): учеб. пособие для студ. учреждений высш. проф. образования/ Под ред. С. И. Тиминой. — 3-е изд., испр. — М.: Издательский центр «Академия», 2013. Гл.10,16.
- Актуальная словесность XXI века: приглашение к диалогу. Учебное пособие. — М.: Флинта, 2014.
- Проза цифровой эпохи: тенденции, жанры, имена. — М.: Флинта, 2018
- Сэлфи на фоне эпохи: библионавигатор по современной литературе. — М.: РШБА, 2020